# Christoph Saurer
Christoph Saurer (Vienna, 22 gennaio 1986) è un ex calciatore austriaco, di ruolo centrocampista.